# Chastain
Chastain is een Amerikaanse heavy metalband, in 1984 geformeerd door gitarist David T. Chastain en gecontracteerd door Shrapnel Records.

## Bezetting
Huidige leden
- Leather Leone (zang, 1984–1992, 2013–heden)
- David T. Chastain (gitaar, keyboards, 1984–heden)
- Mike Skimmerhorn (basgitaar, 1984–1989, 2013–heden)
- Stian Kristoffersen (drums, 2013–heden)

Voormalige leden
- Kate French (zang, 1995–2005, basgitaar 1995–1997)
- David Harbour (basgitaar, 1989–1992)
- Kevin Kekes (basgitaar, 1997–1998)
- Dave Starr (basgitaar, 2001–2005)
- Fred Coury (drums, 1984–1986)

- Ken Mary (drums, 1986–1990)
- John Luke Hebert (drums, 1990–1992)
- Dennis Lesh (drums, 1995–1998)
- Larry Howe (drums, 2001–2005)

## Geschiedenis
De band werd in 1984 geformeerd door Mike Varney, president van Shrapnel, voor een soloalbum van David T. Chastain. Varney had de shredgitaar-capaciteiten opgemerkt van Chastain, lid van de Cincinnati-band CJSS, en tegelijkertijd wilde hij een ontwikkeling creëren voor het talent van de jonge zangeres Leather Leone, voorheen bij de San Francisco-band Rude Girl. De eerste bandbezetting bestond uit Leone, Chastain, CJSS-bassist Mike Skimmerhorn en drummer Fred Coury, die later in Cinderella speelde. In 1986 verklaarde Chastain grif: Ik zou nooit fulltime met deze mensen kunnen werken omdat ze in het hele land wonen. We komen gewoon één keer per jaar samen, nemen een album op en gaan dan op pad onze eigen dingen doen. In het geval van Chastain schreef hij muziek voor CJSS en zijn soloalbums, produceerde hij andere artiesten en leidde hij zijn eigen platenlabel.
Hun debuutalbum Mystery of Illusion werd in 1985 wereldwijd uitgebracht, gevolgd door Ruler of the Wasteland (1986), beide via Shrapnel, en The 7th of Never (1987) via het eigen label Leviathan Records van David Chastain. Drummer Ken Mary (Fifth Angel, TKO) verving Coury van 1986 tot 1988. Het vierde album The Voice of the Cult werd uitgebracht in 1988. Tijdens de jaren 1990 voor For Those Who Dare, werd de nieuwe virtuoze bassist David Harbor vervangen door Mike Skimmerhorn en drummer John Luke Hebert verving Mary, die ging spelen voor Alice Cooper. Na een onderbreking van CJSS om de commercieel succesvollere Chastain te bevoordelen, werd de band ook David T. Chastains belangrijkste tourneebezetting, met een opeenvolging van wereldtournees tot 1991.
Na enkele jaren van rust, toen David T. Chastain zijn tijd wijdde aan andere soloprojecten, verscheen in 1995 Sick Society en in 1997 In Dementia, die werden opgenomen met de nieuwe bezetting Kate French op zang, Kevin Kekes op bas en voormalig Trouble lid Dennis Lesh op drums. Tot het verschijnen van het album In an Outrage in 2004, verdween de band weer. De bezetting voor dit album bevatte naast David Chastain en zangeres Kate French ook haar man Larry Howe en Dave Starr (beide ex-Vicious Rumors).
Chastain hervormde met de oorspronkelijke zangeres Leather Leone, Mike Skimmerhorn en drummer Stian Kristoffersen (Pagan's Mind) om Surrender To No One in 2013 en We Bleed Metal in 2015 uit te brengen. Leather blijft toeren onder haar eigen naam met klassieke en nieuwe Chastain-nummers.

## Discografie
- 1985: Mystery of Illusion
- 1986: Ruler of the Wasteland
- 1987: The 7th of Never
- 1988: The Voice of the Cult
- 1990: For Those Who Dare
- 1995: Sick Society
- 1997: In Dementia
- 2004: In an Outrage
- 2010: The Reign of Leather
- 2013: Surrender to No One
- 2015: We Bleed Metal
- 2017: Chastainium